# 96식 대전차 미사일
96식 대전차 미사일은 일본의 미츠비시 중공업에서 개발된 다목적(전차, 함선) 미사일이다. 육상자위대에서 사용한다. 현재 일본의 자국산 대전차 미사일은 모두 5종류가 있다.

## 개요
발사 지점에서 시야 외 목표에 대해서도 공격이 가능한 다목적 미사일이다. 사정거리는 비공개지만 10 km 이상으로 추정된다. 유도방식으로는 적외선 화상 유도를 사용하는데, 미사일 앞부분의 적외선 시커(seeker)가 탐지한 목표의 화상 신호를 광섬유를 통해 지상 유도 장치로 전송시킨다. 사수는 미사일로부터 전송되는 화상을 텔레비전 화상으로 확인하여 추적을 지시한다. 이런 방식은 발사기가 적의 눈에 띄지 않기 때문에, 적의 공격을 막을 때 부대의 생존율을 높일 수 있다.
탄체는 발사되면서 2쌍의 날개 4장, 총 8장의 날개가 펴진다. 표적을 향해 상승 비행하면서, 목표를 향해 낙하, 비교적 얇은 상부장갑을 공격한다. 소형 함선에도 공격이 가능하며, 주력 전차를 포함한 거의 모든 차량을 격파할 수 있는 능력을 가지고 있다. 복합 장갑과 같은 특수 장갑에도 대처 할 수 있다.
1986년에 개발이 시작되어, 1996년 제식화되었다. 발사기, 지상 유도 장치, 사격 지휘 장치, 정보 처리 장치, 장전기 등 모든 장비를 고기동차나 73식 대형 트럭에 탑재해 운용한다. 발사기에 장전 된 미사일 컨테이너에는 6발의 미사일이 들어 있고 재장전 시에는 컨테이너를 바꾼다. 한 발 당 가격은 약 5,000만엔이다.
원래, 이 미사일은 79식 대전차 미사일의 후계로 사용한 이력이 있었지만, 현재는 조달 및 예산 때문에 완전히 새로운 카테고리로 배치되고 있다.